# Lembur Barat
Lembur Barat is een bestuurslaag in het regentschap Alor van de provincie Oost-Nusa Tenggara, Indonesië. Lembur Barat telt 1297 inwoners (volkstelling 2010).